# Čitluk (Signo)
Čitluk (in italiano Equo Sinozio, desueto) è una frazione del comune croato di Signo.